# Mongolia na Zimowych Igrzyskach Olimpijskich 2002
Mongolię na Zimowych Igrzyskach Olimpijskich 2002 reprezentowało czworo zawodników.

## Biegi narciarskie
- Dżarglyn Erdentülchüür (bieg na 15 km klasykiem - 63. miejsce)
- Dawaagijn Enchee (bieg 5+5 km - 68. miejsce)

## Short track
- Ganbatyn Dżarglanczuluun (500 m - 29. miejsce)
- Battulgyn Oktjabr' (1000 m - 28. miejsce)